# Шнајтенбах
Шнајтенбах (њем. Schnaittenbach) град је у њемачкој савезној држави Баварска. Једно је од 27 општинских средишта округа Амберг-Зулцбах. Према процјени из 2010. у граду је живјело 4.233 становника. Посједује регионалну шифру (AGS) 9371150.

## Географски и демографски подаци
Шнајтенбах се налази у савезној држави Баварска у округу Амберг-Зулцбах. Град се налази на надморској висини од 403 метра. Површина општине износи 63,4 km². У самом граду је, према процјени из 2010. године, живјело 4.233 становника. Просјечна густина становништва износи 67 становника/km².

## Међународна сарадња
| Мјесто  | Држава     | Врста сарадње | Од    |
| ------- | ---------- | ------------- | ----- |
| Бухберг | Швајцарска | контакт       | 2000. |
| Извор   |            |               |       |